# تاي جلاسر
تاي جلاسر (بالإنجليزية: Ty Glaser)‏ هي ممثلة بريطانية، ولدت في 1901 في المملكة المتحدة.

## وصلات خارجية
- تاي جلاسر على موقع IMDb (الإنجليزية)
- تاي جلاسر على موقع قاعدة بيانات الفيلم (الإنجليزية)